# تمزق العضلة القلبية
تمزق العضلة القلبية (بالإنجليزية: Myocardial rupture)‏ هو تمزق في في جدار بطينين أو أذينين القلب أو في الحاجز بين الأذينين أو حاجز بين البطينين أو العضلات الحليمية. وتعتبر هذه الحالة كأهم عقبول بسبب نوبة قلبية أو بسبب رضح.

## الأعراض والعلامات
تشمل أعراض تمزق العضلة القلبية الألم الصدري المتكرر أو المستمر، الإغماء وارتفاع ضغط الوريد الوداجي وانتفاخه. قد تحصل الوفاة المفاجئة الناتجة عن تمزق العضلة القلبية دون ظهور أي أعراض سابقًا.

## الأسباب
السبب الأكثر شيوعًا لتمزق العضلة القلبية هو الاحتشاء الحديث في العضلة القلبية، إذ عادةً ما يحصل الاحتشاء بعد ثلاثة إلى خمسة أيام من الاحتشاء. تشمل الأسباب الأخرى للتمزق الرض القلبي، التهاب الشغاف (عدوى القلب)، أورام القلب الأولية، أمراض القلب الارتشاحية وتسلخ الأبهر.
تشمل عوامل خطورة لحصول تمزق العضلة القلبية بعد احتشاء حاد الجنس الأنثوي، تقدم السن، أن يكون الاحتشاء هو الحدث الإقفاري الأول في التاريخ المرضي وانخفاض مؤشر كتلة الجسم. تشمل العلامات العرضية الأخرى المرتبطة بتمزق العضلة القلبية أصوات احتكاك التامور، التدفق الشحيح في الشريان التاجي بعد فتحه أي بعد إعادة التوعية رأب الوعاء وغالبًا ما يكون في الفرع الأمامي بين البطينين للشريان التاجي الأيسر هو سبب الاحتشاء الحاد في العضلة القلبية، وتأخر إعادة التوعي لأكثر من ساعتين.

## التشخيص
نظرًا إلى التدهور الحاد في التروية الدموية المرتبط بتمزق العضلة القلبية، يُبنى التشخيص بشكل عام على الفحص البدني والتغير في العلامات الحيوية والاشتباه السريري. يمكن تأكيد التشخيص بواسطة تخطيط صدى القلب ولكن يوضع التشخيص النهائي عند تشريح الجثة.

### التصنيف
هناك ثلاثة تصنيفات لتمزق العضلة القلبية:
- تمزق العضلة القلبية من النوع الأول وهو تمزق مفاجئ يشبه الشق ويحدث بشكل عام في غضون 24 ساعة من احتشاء العضلة القلبية.
- تمزق العضلة القلبية من النوع الثاني وهو نتيجة التآكل في العضلة القلبية المحتشية والذي يرجح أنه ناتج عن التمزق البطيء في العضلة القلبية الميتة. غالبًا ما يحصل النوع الثاني بعد أكثر من 24 ساعة من الاحتشاء.
- تمزق العضلة القلبية من النوع الثالث الذي يتسم بالتمدد المبكر في الأوعية الدموية والتمزقات في هذا التمدد فيما بعد.[9]

تعتمد الطريقة الأخرى لتصنيف تمزق العضلة القلبية على الجزء التشريحي الذي يحصل فيه التمزق. يعتبر تمزق الجدار الحر للبطين الأيمن أو الأيسر هو الأكثر دراماتيكية لحد الآن. إذ يرتبط ذلك بتدهور التروية الدموية الفوري والتموت الثانوي للاندحاس القلبي. سيؤدي تمزق الحاجز بين البطينين إلى حدوث عيب الحاجز البطيني. سيؤدي تمزق العضلة الحليمية إلى قصور حاد في الصمام التاجي.
غالبًا ما يحصل التمزق بالقرب من الحافة المتنخرة في العضلة القلبية المتاخمة للجزء السليم (لكن شديد التوعي) حيث تكون الاستجابة الإلتهابية في ذروتها. علاوةً على ذلك، سيحدث التمزق في المنطقى المعرضة بالشكل الأعظمي لإجهاد القص. داخل البطين الأيسر، تكون هذه المناطق مجاورة للعضلات الحليمية الأمامية والخلفية (بغض النظر عما إذا كانت العضلة الحليمية جزءًا من الاحتشاء).
يؤدي تمزق جدار البطين الأيسر الحر دائمًا إلى حدوث تدمي التامور (الاستثناء هو في السيناريو الذي خضع فيه المريض لجراحة قلبية سابقة ولديه التصاقات ليفية تامورية انسدادية والتي من شأنها أن تمنع تدفق الدم) والاندحاس القلبي. يكفي تراكم 75 مل من الدم والحاصل بشكل حاد عند مريض ليس لديه انصباب تاموري لتشكيل الاندحاس (حيث تصبح البطينات عاجزة عن الامتلاء وبالتالي عن إنتاج حجم ضربة كاف).